# プラスオートメーション
プラスオートメーション株式会社（プラスオートメーション、+Automation Inc.）は、物流向けロボット機器・システムのレンタル・販売（RaaS）を行う企業。物流大手の日本GLP、総合商社の三井物産、JA三井リースの連結子会社のJA三井ストラテジックパートナーズ、トヨタグループの豊田自動織機の4社による合弁会社である。
会社コンセプトは「倉庫の自動化をもっと身近に、簡単に。」である。

## 概要
ロボティクスサービスを完全月額定額制のサブスクリプション型で提供する。オペレーションに最適なロボティクスシステムを企画し、一時的なロボット台数やスペースの増減に対応し、故障・点検時は代替機を準備する。累計ロボット導入台数は6,000台を超える。
ファッションブランドの株式会社ジュン（JUN）が、「RaaS」 の第一号としてソーティングロボットシステムを導入している。また、ゴールドウイングループの物流作業を受託する東砺倉庫が富山県に有する在庫型物流センター（DC）に、本邦初となる「ビッグフラップ型 t-Sort」を導入。

## 沿革
- 2019年（令和元年）6月 - 三井物産と日本GLPの出資を受け設立。資本構成は三井物産60%、日本GLP40%。
- 2020年（令和2年）9月 - 豊田自動織機に第三者割当増資及び資本業務提携[5]。
- 2025年（令和7年）1月 - JA三井ストラテジックパートナーズに第三者割当増資及び資本業務提携。